# Judith Kuckart

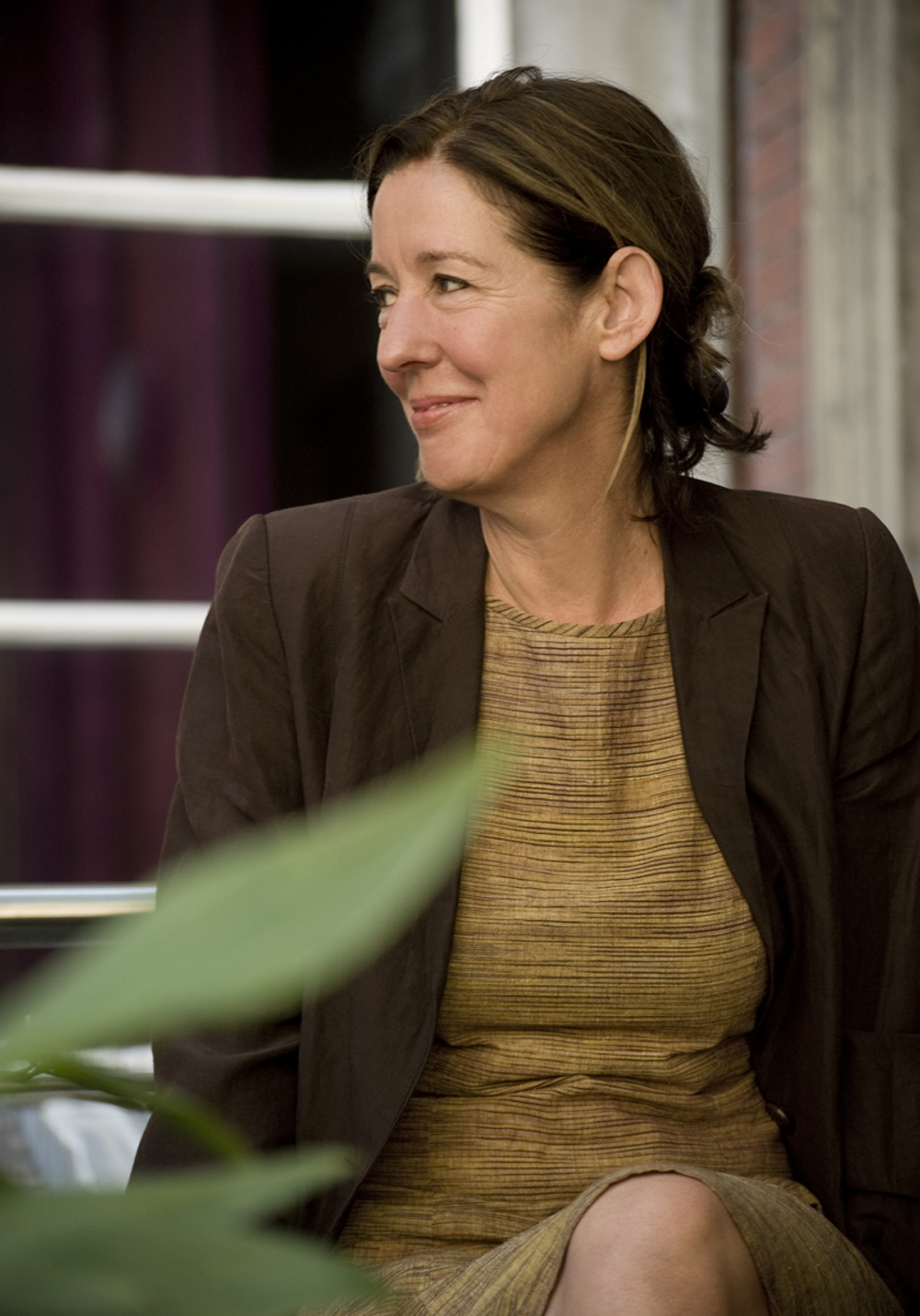
Judith Kuckart 2012

Judith Kuckart (* 17. Juni 1959 in Schwelm) ist eine deutsche Tänzerin, Choreografin, Regisseurin und Schriftstellerin.

## Leben und Wirken
Kuckart wuchs in Schwelm am Rand des Ruhrgebiets auf. Sie lebt in Berlin. Ihr Studium der Literatur- und Theaterwissenschaften schloss sie an der Freien Universität Berlin mit einer Magisterarbeit über Else Lasker-Schüler ab. An der Folkwang-Schule Essen absolvierte sie eine Tanzausbildung. 1984 gründete sie das Tanztheater Skoronel, eine freie professionelle Gruppe. Seit 1999 arbeitet sie als freie Regisseurin. 2021 realisierte sie nach über zwei Jahrzehnten ein Reload mit dem alten Skoronel-Ensemble. Titel: DIE ERDE IST GEWALTIG SCHÖN, DOCH SICHER IST SIE NICHT. Die Premiere fand im Rahmen der Wiesbadener Literaturtage und in Zusammenarbeit mit dem Hessischen Staatsballett statt. Judith Kuckarts erster Roman Wahl der Waffen erschien 1990. Es folgten unter anderem Der Bibliothekar, Lenas Liebe, Kaiserstraße und Wünsche sowie Kein Sturm, nur Wetter 2019 bei DuMont. Im Frühjahr 2022 erschien ihr Roman Café der Unsichtbaren, im August 2024 ihr neuer Roman Die Welt zwischen den Nachrichten, wiederum bei DuMont. Sie ist Mitglied des PEN Zentrum Deutschland und Mitgründerin des PEN Berlin.

### Theater
Zum Schreiben kam Judith Kuckart nicht in erster Linie über das Literaturstudium, sondern über Tanz und Theater. Nach dem Unterricht in klassischem Ballett und modernem Tanz in Düsseldorf und Essen und nach prägenden Theaterbesuchen bei Pina Bausch entwickelte sie 1984 zusammen mit vier Ensemblemitgliedern in Berlin ein erstes eigenes Tanzstück, Kassandra, nach Christa Wolfs Roman. Die junge Compagnie gab sich den Namen „Skoronel“ – nach der Ausdruckstänzerin Vera Skoronel, die 1932 im Alter von 26 Jahren starb. 1985 besuchte Judith Kuckart auf Zuraten von Hans Züllig die Folkwangschule Essen, bis Johann Kresnik sie als Assistentin für das Tanzstück Pier Paolo Pasolini an sein Choreographisches Theater in Heidelberg engagierte. 1986, mit der zweiten Produktion Ophelia, kann sein, begann sich das Tanztheater „Skoronel“ bei Publikum und Kritik zu etablieren. Zusammen mit Jörg Aufenanger, Mitautor der Skoronel-Dokumentation Eine Tanzwut (1989), leitete Judith Kuckart das Ensemble bis 1998. Oft in Koproduktion mit großen Theatern entstanden insgesamt siebzehn Produktionen, für die Judith Kuckart Stoffe und Choreografien entwickelte und später auch Libretti und Stücke schrieb, die sie selbst inszenierte. Von Anfang an ging es Judith Kuckart in der Arbeit mit „Skoronel“ darum, Körpersprache und poetische Sprache als Einheit erfahrbar zu machen. Grundlage waren zunächst Texte anderer Autoren, seit dem Stück Charlotte Corday (1989) aber fast immer eigene Texte, die zunehmend narrativen Charakter entwickelten und wie in Last Minute, Fräulein Dagny (1995) und Melancholie 1 oder die zwei Schwestern (1997) komplexe Geschichten erzählten.
Seit der Auflösung von „Skoronel“ arbeitet Judith Kuckart als freie Regisseurin. Sie inszenierte u. a. Kleists Penthesilea (1999) am Stadttheater Baden-Baden und ihr eigenes Stück Blaubart wartet (2002) im Rahmen der Berliner Festspiele. Für die Bremer Shakespeare Company inszenierte sie 2009 Lothar I. und für die Kammerspiele Paderborn 2008 Die Vormieterin – beide Male mit Texten, die auf den Proben in Zusammenarbeit mit dem Ensemble entstanden. Es folgten u. a. 2010 bei den Bad Hersfelder Festspielen Carmen – Ein deutsches Musical und 2015 mit der Bremer Shakespeare Company das Zirkusstück Und wann kommen die Elefanten, das mit wissenschaftlichen Erkenntnissen zum Thema Gehirn jongliert. Nach einer Bearbeitung der Judenbuche von Annette von Droste-Hülshoff unter dem Titel Mutter, lügen die Förster auf Burg Hülshoff im Jahr 2016 hat sie mit Heimaten 2017 ein Erzähltheater im Dorf ihrer Großmutter in Ostwestfalen mit Schauspielern und Heimatexperten aus Syrien, Sibirien, Angola und Willebadessen inszeniert.
In Judith Kuckarts Romanen und Erzählungen bleiben Tanz und Theater präsent. Die „Ästhetik des Tanzes im Text“ und „die Genauigkeit in der Beobachtung von Körpersprache“ wurden schon in den ersten Büchern bemerkt. Daneben sind es vor allem die Biografien der Protagonisten, in denen sich die Theatererfahrung der Autorin spiegelt. Die Schauspielerin Lena und die Tänzerin Jule in Lenas Liebe und Kaiserstraße ebenso wie Vera aus Wünsche verbindet das Wagnis der Bühne.

### Tanztheater Skoronel
Ophelia kann sein, Esperanza Hotel, Vincent fressen ihn die Raben, Homme Fatal hießen die Produktionen – insgesamt mehr als zwölf – mit denen das nach der Tänzerin Vera Skoronel benannte Tanztheater Skoronel in den achtziger und neunziger Jahren im In- und Ausland auf Tour war. Auch bei den Wiesbadener Literaturtagen war die Kompanie damals zu Gast. Die Stücke erzählten von ikonischen Biografien, oft brüchigen, von der Liebe, der zerstörerischen, von Revolutionen, immer gescheiterten. Tanz und Sprache gingen in dem jungen Ensemble als körperlicher Ausdruck und poetisches Fragment eine Verbindung ein. Später holte Judith Kuckart „Skoronel“ wieder zusammen, um mit dem Ensemble auf der Theaterbühne von den eigenen Biografien zu erzählen.

### Film
2020 realisierte sie im Rahmen ihrer Stadtbeschreiberinnenstelle mit Heimatexperten vor Ort und Schauspielern des Dortmunder Theaters den Low-Budget-Film „HÖRDE MON AMOUR“.

## Werke

### Bücher
- Eine Tanzwut. Das TanzTheater Skoronel. Dokumentation. S. Fischer, Frankfurt am Main 1983, ISBN 3-596-22364-4.
- Im Spiegel der Bäche finde ich mein Bild nicht mehr. Gratwanderung einer anderen Ästhetik der Dichterin Else Lasker-Schüler. Essays. S. Fischer, Frankfurt am Main 1985, ISBN 3-596-22341-5.
- Wahl der Waffen. Roman. S. Fischer, Frankfurt am Main 1990, ISBN 3-10-041215-X.
- Die schöne Frau. Roman. S. Fischer, Frankfurt am Main 1994, ISBN 3-10-041216-8.
- Sätze mit Datum. Deutsche Akademie Villa Massimo, Rom 1998, DNB 955436095.
- Der Bibliothekar. Roman. Eichborn, Frankfurt am Main 1998, ISBN 3-8218-0659-1.
- Lenas Liebe. Roman. DuMont, Köln 2002, ISBN 3-8321-5918-5.
- Die Autorenwitwe. Erzählungen. DuMont, Köln 2003, ISBN 3-8321-6003-5.
- Dorfschönheit. Novelle. DuMont, Köln 2003, ISBN 3-8321-7971-2.
- Kaiserstraße. Roman. DuMont, Köln 2006, ISBN 3-8321-7956-9.
- Wer dreimal die gleiche Bar betritt hat ein Zuhause im Stehen. Kunstverlag Ringier, Zürich 2006, ISBN 3-905770-40-7.
- Die Verdächtige. Roman. DuMont, Köln 2008, ISBN 978-3-8321-8072-0.
- Hauptsache Nylonkittel. Erzählung (= Museumschreiber. 10). Verlag XIM Virgines, Düsseldorf 2011, ISBN 978-3-934268-82-1.
- Wünsche. Roman. DuMont, Köln 2013, ISBN 978-3-8321-9705-6.
- Dass man durch Belgien muss auf dem Weg zum Glück. Roman. DuMont, Köln 2015, ISBN 978-3-8321-9807-7.
- Kein Sturm, nur Wetter. Roman. Dumont, Köln 2019, ISBN 978-3-8321-8386-8.
- Café der Unsichtbaren. Roman. Dumont, Köln 2022, ISBN 978-3-8321-8156-7.
- Tonia im Theater. Kinderbuch. Voland & Quist, Berlin/Dresden 2022, ISBN 978-3-86391-318-2 (Illustration von Julia Hoße).
- Die Welt zwischen den Nachrichten. Roman. DuMont, Köln 2024, ISBN 978-3-8321-6846-9.

### Theaterstücke
- Kommt ein Clown in ein Hotel. Erstaufführung 2022.
- Was man von hier aus hören kann. Installation von Judith Kuckart und Lili Anschütz. Erstaufführung 2019.
- Da wo ich herkomme sind die Menschen freundlich. Erzähltheater für alle, die Heimatexperten sind oder es noch werden wollen. Erstaufführung 2019.
- Jagd auf Tilla Fuchs. Erstaufführung 2019.
- Heimaten. Erzähltheater von Judith Kuckart und zwölf Heimatexperten aus Syrien, Sibirien, Angola und Willebadessen. Premiere am 6. August 2017.
- Rot ist wie ein Holzkästchen sich anfühlt. Theaterprojekt im Rahmen der Literaturtage München, Uraufführung am 12. November 2016.
- Mutter, lügen die Förster? Nach Die Judenbuche von Annette von Droste-Hülshoff, Premiere am 11. August 2016.
- Und wann kommen die Elefanten? Von Judith Kuckart, Mathias Greffrath und dem Ensemble der Shakespeare Company. Uraufführung 11. November 2015.
- Dorfschönheit. Theaterstück nach der gleichnamigen Erzählung von Judith Kuckart. Uraufführung 26. November 2011, Theater Paderborn.
- Paradiesvögel. Werkstattaufführung im Rahmen der Autorentage. Regie: Alize Zandwijk. Deutsches Theater Berlin, 25. Juni 2011.
- Eurydike trennt sich. Nach der Erzählung Die Kinder bleiben hier von Alice Munro. Uraufführung 9. November 2010, Staatstheater Karlsruhe.
- Carmen – Ein deutsches Musical. Buch und Songtexte: Judith Kuckart. Musik: Wolfgang Schmidtke. Regie: Nico Rabenald. Uraufführung 16. Juni 2010, Stiftsruine Bad Hersfeld.
- Lothar I. Uraufführung 2. April 2009, Bremer Shakespeare Company.
- Die Vormieterin. Uraufführung 11. September 2008, Kammerspiele Paderborn. S. Fischer Verlag Theater & Medien.
- Blaubart wartet. Ein Stück für sechs Zimmer fünf Frauen und einen Opernsänger. Uraufführung 2002 im Rahmen der Berliner Festspiele im Hotel Bogota. S. Fischer Verlag Theater und Medien.
- Melancholie I oder Die zwei Schwestern. Uraufführung Berliner Ensemble 1996. S. Fischer Verlag Theater und Medien.
- Last Minute, Fräulein Dagny. Uraufführung Freie Kammerspiele Magdeburg/LTT Tübingen 1995. S. Fischer Verlag Theater und Medien.

### Hörspiele / Features
- Jagd auf Tilla Fuchs. Hörspiel SWR 2020.
- Da drüben ist nur noch der Garten von Johannes R. Becher, um den sich keiner mehr kümmert. Radiofeature SWR 2 2019.
- Das gesprungene Wort – Von der Probebühne zum Schreibtisch. Radiofeature SWR 2 2018
- Mutter, lügen die Förster? Nach „Die Judenbuche“ von Annette von Droste-Hülshoff. Radiofeature SWR 2 2017.
- Dorfschönheit. Hörspiel WDR 2015.
- Ich schwitze nie. Über Sportcenter. Radiofeature. SWR 2 2014.
- Ist das Meer gewaltiger, wenn man es hört oder wenn man es sieht? Radiofeature. SWR 2 2013.
- Stimmen Unterwegs, oder, Wer dreimal die gleiche Bar betritt hat ein Zuhause im Stehen. Hörspiel SWR 2008.
- Postkarten aus der Zukunft. Thomas Mann empfängt und antwortet aus Pacific Palisades. Radiofeature, SWR, 2007.
- Die Tür geht auf – ost-westliche Liebespaare. Radiofeature von J. Kuckart und Uwe Kolbe. SWR 2 2006.
- Das vierzigste Jahr. Radiofeature von J. Kuckart und Susanne Feldmann. SWR 2 2005.
- Aber auch sein Bart war blau. Der Blaubart-Stoff von Ch. Perraut bis Max Frisch und darüber hinaus. Radiofeature von J. Kuckart und Susanne Feldmann. SWR 2 2004.
- Krimisommer mit Kommissar Maigret. Funkeinrichtung und Regie für neun Kriminalromane von Georges Simenon. SFB-ORB/MDR/steinbach sprechende bücher, 2003.
- Boule et Cie. Simenons Dienstmädchen. Radiofeature SWR 2 2002.
- VEB Sehnsucht. Inge Müller (Schriftstellerin in der DDR). Radiofeature SWR 2 2002.
- Sätze mit Datum. Hörspiel SWR, 2000.
- Melancholie I oder Die zwei Schwestern. Hörspiel SFB/ORB, 1998.
- Her mit dem schönen Leben. Über Wladimir Majakowski. Radiofeature RIAS Berlin 1995.

## Auszeichnungen und Ehrungen
- 2025: Nominiert für den Literaturpreis Ruhr (Die Welt zwischen den Nachrichten)
- 2024: Nominiert für den Wilhelm-Raabe-Literaturpreis (Die Welt zwischen den Nachrichten)
- 2023/24: Landgang-Stipendium Oldenburg 2023/24
- 2022: INITIAL – Stipendium der Akademie der Künste/Berlin 2022
- 2022: Recherchestipendium im Rahmen des Förderprogramms „Neue Stücke-Neue Verbindungen“, in Kooperation mit dem Landesbüro Tanz nrw und der Burg Hülshoff -Center of Literature 2022
- 2020: Dortmunder Stadtschreiberin
- 2018: London Stipendium des deutschen Literaturfonds 2018 in Kooperation mit dem Queen Mary College der University of London
- 2014/15: Istanbul Stipendium der Kunststiftung NRW
- 2013: Nominiert für den Deutschen Buchpreis (Wünsche)
- 2013: Auszeichnung der Stadt Zürich
- 2012: Annette-von-Droste-Hülshoff-Preis[4]
- 2010/11: Atelierstipendium für Literatur, London; Zuger Kulturstiftung Landis & Gyr
- 2009: Sylter Inselschreiberin; Literaturpreis Ruhr
- 2008: Nominiert für den Deutschen Buchpreis (Die Verdächtige)
- 2008: Calwer Hermann-Hesse-Stipendium
- 2006: Nominiert für den Preis der Leipziger Buchmesse (Kaiserstraße)
- 2006: Werkjahr der Stadt Zürich; Margarete-Schrader-Preis für Literatur der Universität Paderborn
- 2005: Arbeitsstipendium der Stiftung Preußische Seehandlung
- 2004: New-York-Stipendium des Deutschen Literaturfonds; Deutscher Kritikerpreis; Budapest-Aufenthaltsstipendium der Zuger Kulturstiftung Landis+Gyr; Kunststiftung NRW
- 2003: Stipendium des Künstlerhauses Edenkoben des Landes Rheinland-Pfalz; weiteres Stipendium des Deutschen Literaturfonds
- 2002: Werkpreis der Stiftung Pro Helvetia
- 2001: Kunststiftung NRW
- 2000: Aufenthaltsstipendium in der Villa Decius, Krakau; Aufenthaltsstipendium in der Villa Aurora, Los Angeles
- 1998: Villa Massimo-Stipendium
- 1997: Stadtschreiberin zu Rheinsberg
- 1993: Stipendium des Deutschen Literaturfonds
- 1991: Rauriser Literaturpreis